# الويكي الخفي
الويكيبيديا الخفية هي اسم يُستخدم من قبل عدة موسوعات مضادة للرقابة على الويب الخفي، تعمل كإحدى خدمات شبكات تور الخفية.
مثلها مثل ويكيبيديا الموسوعة الحرة المشهورة، يمكن لأي شخص أن يعدّل فيها لكن ما يميزها عن الأخيرة هو أنك ملزمٌ بالتسجيل فيها حتى تستطيع التعديل، فالوكيبيديا المشهورة تسمح لك بالتعديل حتى ولم تكن مسجّلاً حساباً فيها، الويكيبيديا الخفية تمكنك من التعديل بشكل خفي تماماً.
الصفحة الرئيسية تحتوي على روابط لمواقع أُخرى، التي تنتهي ب .onion .

## التاريخ
أول محاولة من هذا النوع اعتمدت على المجال الأعلى المشابه ، الذي لا يمكن الولوج إليه إلا عبر برنامج تور أو جسر تور ، احتوت الصفحة الرئيسية على روابط لخدمات خفية أُخرى يديرها مجموع الناس (المجتمع) المتحكم بهذا الموقع.
الروابط كانت تؤدي إلى مواقع تزعم أنها توفر : غسيل أموال ،
اتفاقيات قتل مأجورة ، هجمات إلكترونية مأجورة، تهريب مواد كيميائية، صناعة قنبلة ، الباقي كان يتمحور حول أشياء غير مرشّحة(مفلترة) مثل المواقع الإباحية (البعض منها كان متخصصاً بالأطفال) و أخيراً صور مستفزة أو مزعجة.
تلقت الويكيبيديا الخفية اهتماماً واسعاً لأول مرة
(عام 2007) عندما عُرف أن رابطها كان :
6sxoyfb3h2nvok2d.onion
و مرةً أُخرى في أُواخر سنة 2010 لانشهارها بتعلقها الوثيق بالمواد اللاقانونية.
في الشهر الثالث لعام 2014 ، تم اختراق الموقع ورابطه الذي كان: kpvz7ki2v5agwt35.onion صار يوجه الاتصال لموقع Doxbin ، و من بعدها بدأ محتواها يُنسخ لمرات ومرات...
خلال عملية Onymous في الشهر 11 لعام 2014 ، تم كشف مستضيفه البرغالي، وعندما كان أي أحد يحاول الوصول للموقع تظهر له رسالة مفادها أن الموقع تم تعطيله من قبل الجهات القانونية.